# Constantin Uhde

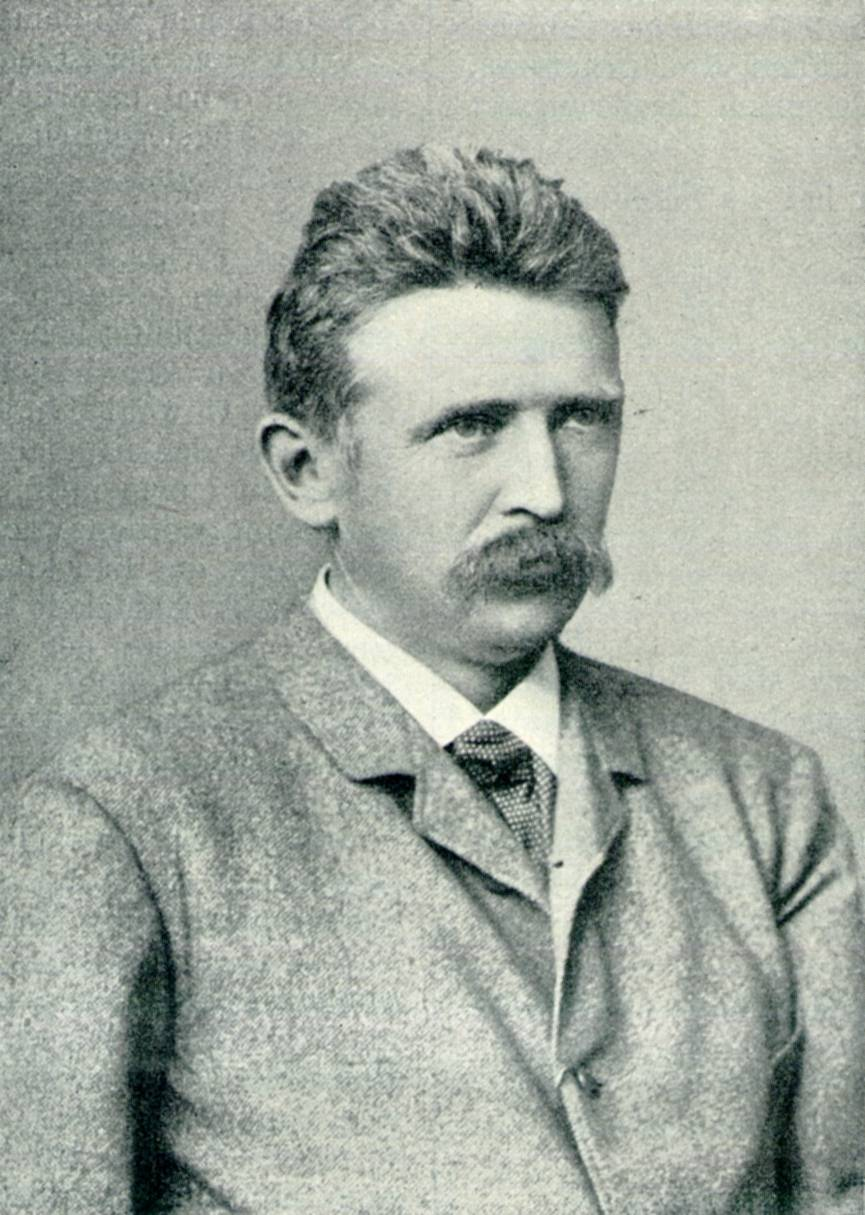
Constantin Uhde, 1885

Constantin Uhde, häufig auch Konstantin Uhde, (* 23. März 1836 in Braunschweig; † 31. Mai 1905 ebenda; vollständiger Name: Constantin Ernst Carl James Uhde) war ein deutscher Architekt und Hochschullehrer an der Polytechnischen Schule Braunschweig.

## Leben und Wirken
Der Sohn des Hochschullehrers August Uhde besuchte das Martino-Katharineum in Braunschweig. Seine Mutter war Caroline Dorothea Pauline Henriette Macrae of Holmains († 12. Dezember 1880). Er studierte zunächst von 1854 bis 1857 Bauwissenschaften an der Polytechnischen Schule Braunschweig, um anschließend ebendort in der Baudirektion und der Herzoglichen Eisenbahnverwaltung zu arbeiten. Dort wirkte er als Ingenieur an der Errichtung der Staatsbahn Holzminden–Kreiensen mit.
Zwischen 1863 und 1865 hielt Uhde sich für einen längeren Studienaufenthalt in Frankreich auf, wo er u. a. Vorlesungen bei Viollet-le-Duc in Paris hörte und bei Restaurierungsprojekten unter Émile Boeswillwald (1815–1896) an der Saint-Chapelle und am Dom zu Orleans mitarbeitete.
Von 1865 bis 1901 dozierte Uhde am Collegium Carolinum, ab 1871 als Professor für Antike Baukunst. Mehrere Studienreisen führten ihn während dieser Zeit u. a. zu den Weltausstellungen in Paris (1867) und Wien (1873), nach Italien (1869, 1872, 1878, 1883 und 1886), England (1859, 1887), Schottland und Irland (1890/1891) und auf die Iberische Halbinsel (1888/1889).
1877 war er einer der Mitbegründer des Braunschweiger Kunstgewerbevereins, als dessen Vorsitzender er von 1884 bis 1903 amtierte. 1881 war Uhde eines der Gründungsmitglieder des Feuchten Pinsels, eines Stammtisches, der Künstler und Kunstinteressierte in Braunschweig zusammenbrachte.
Uhdes 1982 nach eigenen Entwürfen erbautes Braunschweiger Stadthaus befindet sich in der Abt-Jerusalem-Straße 8.
Uhde reiste 1893 im Auftrag des Deutschen Reichs zur Weltausstellung nach Chicago.

## Ehrungen
1893 wurde Constantin Uhde zum Geheimen Hofrat ernannt. 1898 wurde ihm für seine Verdienste das Kommandeurkreuz 2. Klasse des Ordens Heinrichs des Löwen verliehen.
Seit 1936 ist in Braunschweig die Konstantin-Uhde-Straße nach ihm benannt. Ebenso gibt es in Braunschweig einen Uhdeweg der als Rundweg 12 Bauten Uhdes verbindet.

## Bauten (Auswahl)
Uhde war stark vom Architekten Gottfried Semper beeinflusst. Er baute fast ausschließlich in Braunschweig und im Stil der Neorenaissance, orientiert an Vorbildern aus der italienischen und deutschen Renaissance.
| Bild                                 | Gebäude                                  | Lage                                   | Baujahr   | Bemerkung |
| ------------------------------------ | ---------------------------------------- | -------------------------------------- | --------- | --- |
|                                      | Neue Synagoge und jüdisches Gemeindehaus | Braunschweig Steinstraße 4             | 1873–1875 | beim Novemberpogrom 1938 schwer beschädigt, 1940 wegen angeblicher „Baufälligkeit“ abgerissen                    |
|                                      | Neubau für das Collegium Carolinum       | Braunschweig Pockelsstraße 4           | 1877      | |
|                                      | Villa Vieweg                             | Braunschweig                           | 1879      | Wohnhaus des Verlegers Heinrich Vieweg                                                                           |
|                                      | Villa Westermann                         | Braunschweig Löwenwall 6               | 1880      | Wohnhaus des Verlegers Friedrich Westermann                                                                      |
|                                      | Villa Rimpau                             | Braunschweig Wolfenbütteler Straße 2   | 1881–1882 | |
|                                      | Villa Löbbecke auf Löbbeckes Insel       | Braunschweig Inselwall                 | 1881      | |
|                                      | Villa Hantelmann, ab 1904 Villa Jüdel    | Braunschweig Adolfstraße 52            | 1883      | 1944 zerstört |
|                                      | Fassaden-Umbau am Haus zur Sonne         | Braunschweig Kohlmarkt                 | 1885      | |
|                                      | Hotel Monopol                            | Braunschweig Friedrich-Wilhelm-Platz 4 | 1889      | Nach Kriegsschäden geändertes Dachgeschoss                                                                       |
| Krankenhaus St. Vinzenz Braunschweig | Villa Cramer von Clausbruch              | Braunschweig Bismarckstraße 10         | 1889–1890 | Villa des herzoglichen Hofmarschalls August Cramer von Clausbruch (1854–1927), 1933–2016 Krankenhaus St. Vinzenz |
|                                      | Bankhaus Löbbecke                        | Braunschweig An der Martinikirche 4    | 1892–1893 | |
| Bild gesucht                         | Synagoge                                 | Wolfenbüttel Lessingstraße             | 1893      | beim Novemberpogrom 1938 zerstört                                                                                |
|                                      | Wohn- und Geschäftshaus                  | Braunschweig Bohlweg 39                | vor 1896  | im Zweiten Weltkrieg zerstört                                                                                    |

- Karte mit allen Koordinaten:
- OSM |
- WikiMap

## Schriften

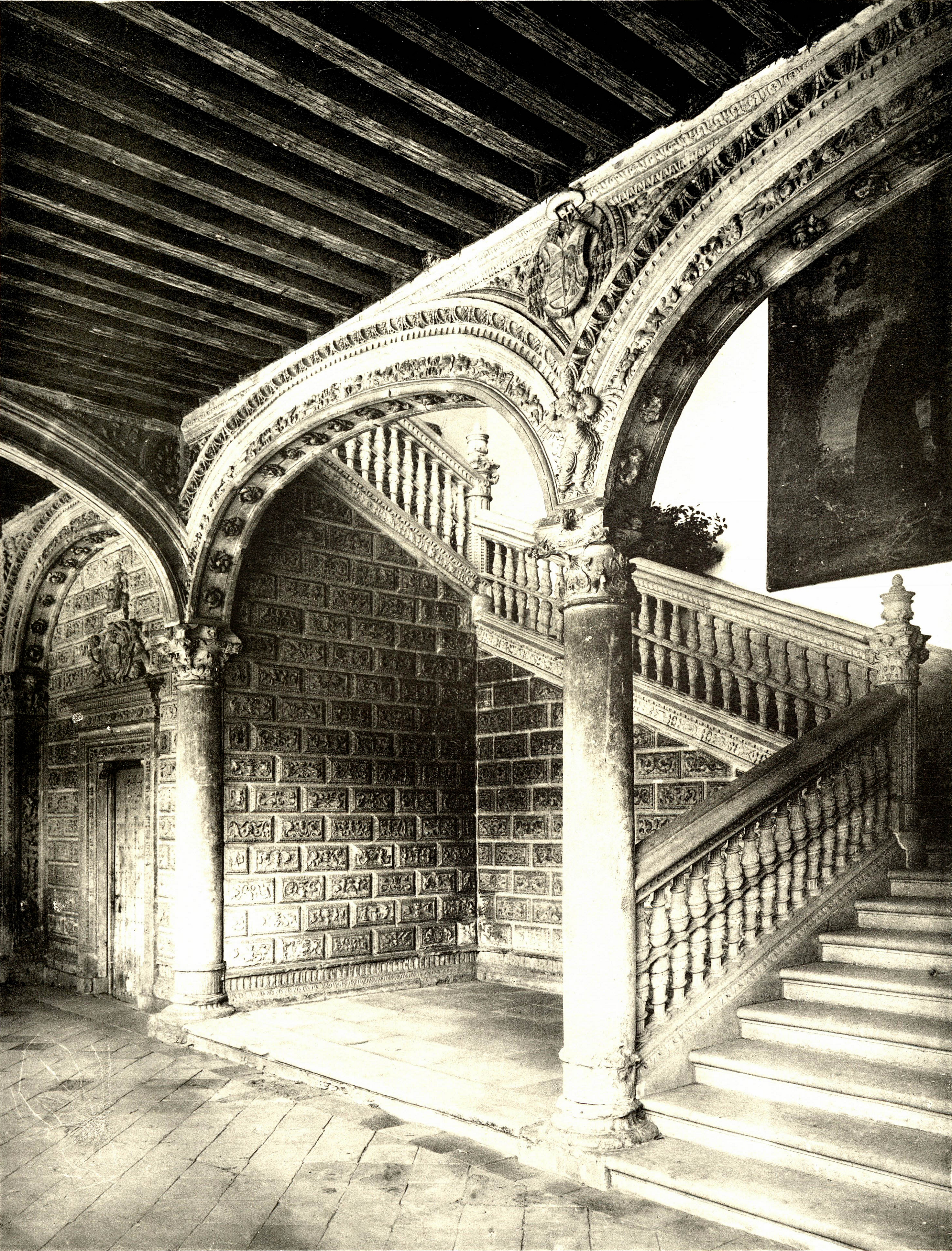
Alcalá de Henares Treppenhaus des erzbischöflichen Palais (Baudenkmaeler in Spanien und Portugal) 1888.

- Constantin Uhde: Neubau der Herzoglichen Technischen Hochschule in Braunschweig. Wasmuth, Berlin [1881] (tu-braunschweig.de).
- Constantin Uhde: Öffentliche und Privat-Gebäude. Behrens, Braunschweig 1887 (tu-braunschweig.de).
- Constantin Uhde (Hrsg.): Baudenkmaeler in Spanien und Portugal. Wasmuth, Berlin 1892 (Band 1 tu-braunschweig.de und Band 2: archive.org).
- Constantin Uhde (Hrsg.): Baudenkmäler in Großbritannien. Wasmuth, Berlin 1894 (Band 1, archive.org).
- Constantin Uhde: Die Konstruktionen und die Kunstformen der Architektur: ihre Entstehung und geschichtliche Entwickelung bei den verschiedenen Völkern. 4 Bände. Wasmuth, Berlin 1902–1911.
  - Band 1: Die Konstruktionen und die Kunstformen: ihre geschichtliche, systematische Entwickelung, begründet durch Material und Techniken. Wasmuth, Berlin 1902 (archive.org).
  - Band 2: Der Holzbau: seine künstlerische und geschichtlich-geographische Entwickelung, sowie sein Einfluss auf die Steinarchitektur, Wasmuth, Berlin 1903 (archive.org).
  - Band 3: Der Steinbau in natürlichem Stein: die geschichtliche Entwickelung der Gesimse in den verschiedenen Baustilen. Wasmuth, Berlin 1904 (archive.org).
  - Band 4, Halbband 1: Der Steinbau in künstlichem Stein: die geschichtliche Entwickelung der Gesimse in den verschiedenen Baustilen. Wasmuth, Berlin 1905 (archive.org).
  - Band 4, Halbband 2: Eisen und Bronze. Ihre Gewinnung, Verarbeitung und künstlerische Gestaltung, insbesondere für Bauzwecke bis zum Ausgang des 18. Jahrhunderts. Wasmuth, Berlin 1911 (Herausgegeben von Carl Zetzsche: archive.org).